# Macrostylis quadratura
Macrostylis quadratura là một loài chân đều trong họ Macrostylidae. Loài này được Birstein miêu tả khoa học năm 1970.